# 卢基什克斯广场

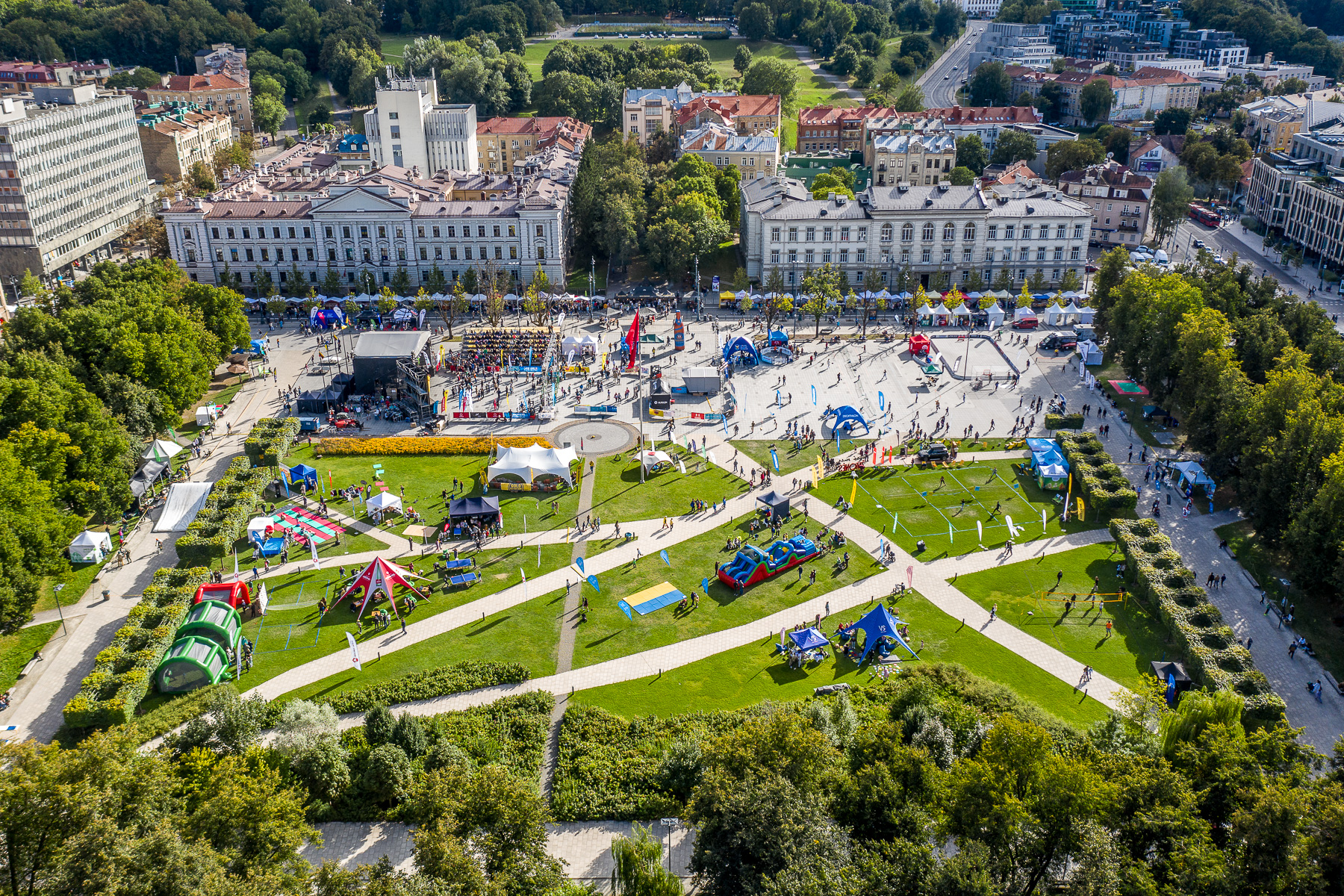
卢基什克斯广场

卢基什克斯广场是立陶宛首都维尔纽斯最大的广场（占地面积4公顷），位于城市中心地带。格迪米納斯大道就位於广场南侧。广场四周有很多公共建筑物，例如立陶宛財政部大楼、立陶宛外交部大楼、上诉法院、立陶宛音乐与戏剧学院、圣菲利普和圣詹姆斯教堂。

## 历史
17至19世纪间，广场所在地尚属维尔纽斯市郊，名字就叫卢基什克斯。
1852年，俄罗斯帝国当局决定重建卢基什克斯，工程于1860年代开始，1863年一月起義过后，沙俄当局曾在卢基什克斯广场公开处决叛乱者。1864年3月24日，康斯坦蒂·卡利诺夫斯基在卢基什克斯广场被绞死。
1949-1952年间，卢基什克斯广场被改建。广场又被被更名为列宁广场，1953年，广场中央竖立起了列宁塑像，该塑像也是立陶宛全国规格最大的列宁像，立陶宛重获独立后，该雕像于1991年被移走，当时，闻讯而来的民众纷纷欢庆，雕像的上半部是用起重机吊走的，移除过程中，雕像腿部断裂，小半截腿尚与底座连在一起。目前，该列宁像在被重组后陈列于格魯塔斯公園。1990年代，卢基什克斯广场又部分改建。